# Sepedon praemiosa
Sepedon praemiosa är en tvåvingeart som beskrevs av Giglio-tos 1893. Sepedon praemiosa ingår i släktet Sepedon och familjen kärrflugor. Inga underarter finns listade i Catalogue of Life.